# Pico de Tancítaro
El pico de Tancítaro es un volcán en el estado mexicano de Michoacán en el municipio de Tancítaro. El volcán se originó en el período Cuaternario, producto de asentamientos de lava andesíticas consecuencia de la intensa actividad geológica que tuvo este aparato volcánico en el pasado, ostenta la cumbre más alta del estado con 3,849 m s. n. m. superando al cerro Patamban localizado cerca de este macizo volcánico, con una prominencia de 1665 metros, es también un pico ultraprominente.
Las formas geológicas encontradas aquí son parte de la actividad volcánica que se ha dado en esta área desde hace medio millón de años, con el nacimiento de un cono volcánico más joven que es y del cual fue documentado con detalle, el Paricutín. Por causa de lo anterior la zona, como ya se ha mencionado ha reportado actividad geológica importante al menos el último millón de años.

## Origen geológico

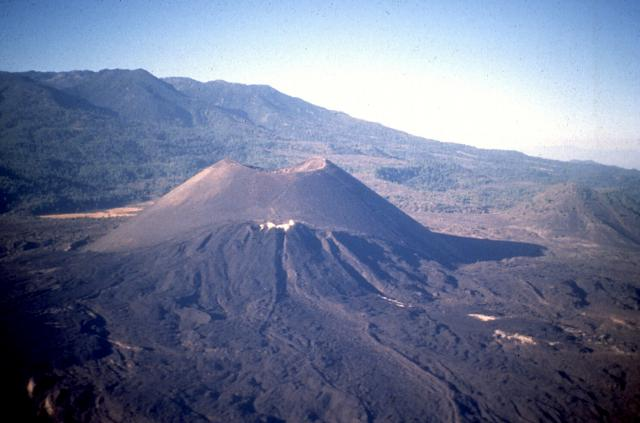
Volcán Paricutín

El Tancítaro forma parte del Eje neovolcánico, esta región conforma la parte activa generada por la subducción de la Placa de Cocos con la Norteamericana la cual genera una intensa actividad sísmica y volcánica en el área en cuestión. También dicho macizo volcánico se localiza en el Campo volcánico Michoacán - Guanajuato, zona donde se han registrado infinidad de eventos volcánicos monogenéticos como fue en el siglo pasado el nacimiento del Paricutín y el cráter parásito Sapichu; por otro lado también está la región volcánica zamorana caracterizada por la formación de grandes macizos volcánicos tanto escudos como el Cerro Patamban así como estratovolcanes como el Pico de Tancítaro.
La ubicación del Pico de Tancítaro corresponde a la intersección de 2 fallas geológicas subconjunto del sistema de fallas Chapala-Oaxaca y del corredor Angahuan donde se localiza el Paricutín.
En síntesis el estratovolcán Tancítaro es una unidad geológica del cuaternario (aproximadamente 500,000 años) por lo que se podría considerar más o menos reciente producto de la intensa actividad gelógica que ha existido en la región hasta 2.6 MA atrás.

## Hidrología
El Pico de Tancítaro como entidad hidrológica constituye la base de desarrollo de por lo menos 39,783 habitantes en 81 poblaciones que se dedican al cultivo de aguacate, durazno, manzana y pera. Es importante recordar que la zona en cuestión es una de las áreas más importantes de la producción de aguacate calidad de exportación; tanto en el estado de Michoacán como en el país, y los recursos hídricos tanto como para el riego de dichas producciones como para el consumo humano e industria se obtienen y provienen del Pico de Tancítaro como área natural protegida.

## Fauna y flora
La zona en cuestión está considerada como refugio de especies tanto animales como vegetales. Entre las principales especies vegetales hay bosques de oyamel, pino y encino. Su fauna está compuesta por venado de cola blanca, armadillo, cacomixtle, zorra gris, aves canoras y de presa, así como por diversos reptiles. Existen especies ya desaparecidas en otros lugares del estado de Michoacán, de ahí muy importante su conservación y cuidado.
De igual manera es albergue de 2 especies endémicas de plantas así como una de mamíferos, así como también un paso muy importante para oleadas de algunas aves migratorias.
Se ha estado trabajando para la conservación de tal reserva (23.000 ha aproximadamente) a través del gobierno estatal así como las delegaciones de la Secretaría de Medio Ambiente y Recursos Naturales (SEMARNAT) en la entidad; algunas universidades como el Instituto de Ecología de la UNAM que han llevado a cabo foros de discusión con todos los actores para la conservación de esta valiosísima área nacional protegida, sin embargo existe un gran rechazo de los campesinos y pobladores para redimensionar el parque así como para establecer los límites. Existe también un gran rechazo de que la Semarnat establezca una regulación a través de un Patronato para la conservación del parque; pero lo que es importante es que las autoridades de los tres niveles de gobierno están apoyando y están en la disposición de recuperar el parque por la importancia que este representa.

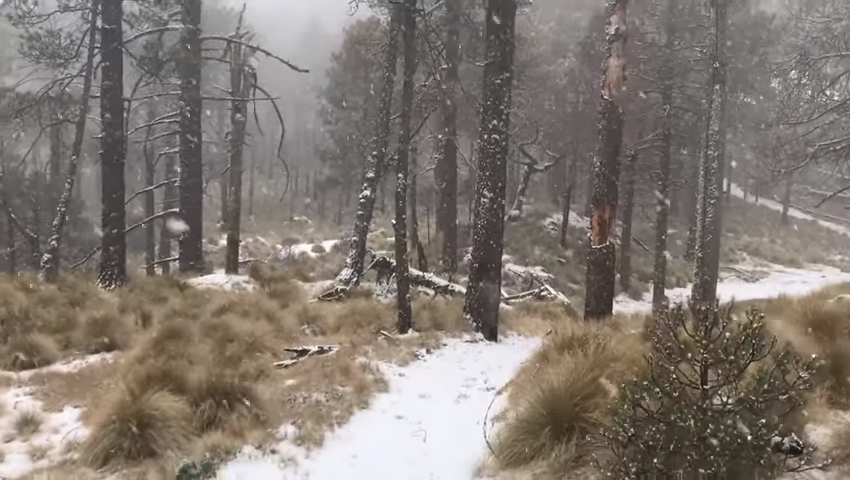
Nevada en el Pico de Tancítaro. El 31 de enero de 2018